# Clarksville (Tennessee)
Clarksville település az Amerikai Egyesült Államok Tennessee államában, Montgomery megyében, melynek megyeszékhelye is. Lakosainak száma 166 722 fő (2020. április 1.).

## Népesség
A település népességének változása:

| 2010 | 132 929 |
| 2020 | 166 722 |